# Einar von Feilitzen
Einar von Feilitzen, född 4 oktober 1876 i Risinge församling, Östergötlands län, död 24 december 1956 i Sölvesborg, var en svensk maskiningenjör. 

## Biografi
Efter mogenhetsexamen vid Norra Real i Stockholm 1896 utexaminerades von Feilitzen från Kungliga Tekniska högskolan 1900. Han var anställd vid Motala Verkstad 1900–02, Bath Iron Works i Bath, Maine, 1902–1903, Ellicotte Machine Company i Baltimore, Maryland, 1903, General Electric Company i Lynn, Massachusetts, 1904–1905 och McIntosh, Seymore & Company i Auburn, New York, 1905–1907. Han var konstruktör vid Kockums Mekaniska Verkstad i Malmö 1908–1913, konsulterande ingenjör vid Elektriska och mekaniska prövningsanstalten i Stockholm 1913–1915, chef för ångtekniska avdelningen vid Södra Sveriges Ångpanneförening i Malmö 1915–1919, ingenjör vid AB Förenade Svenska Tändsticksfabrikerna och chef för ångtekniska avdelningen 1920–1928, överingenjör vid Svenska Tändsticks AB 1929–1941 samt chef för ångtekniska avdelningen och fabriksavdelningen där 1933–1941. Han var ledamot av Jönköpings drätselkammare i fyra år. Han författade Den svenska tändsticksindustriens historia före de stora sammanslagningarna  (tillsammans med Gunnar Cederschiöld, 1945).